# Pike Creek (Delaware)
Pike Creek je naseljeno područje za statističke svrhe u američkoj saveznoj državi Delaver. Prema popisu stanovništva iz 2010. u njemu je živjelo 7.898 stanovnika.